# میچل بیکر
وینیفرد میچل بیکر (متولد ۱۹۵۷) رئیس هیئت مدیره و مدیر عامل بنیاد موزیلا و شرکت موزیلا، یکی از شرکت‌های تابعه بنیاد موزیلا است که توسعه برنامه‌های کاربردی اینترنت منبع باز موزیلا، از جمله مرورگر وب موزیلا فایرفاکس را هماهنگ می‌کند.
بیکر به عنوان وکیل آموزش دید. او مسائل تجاری و سیاستی را هماهنگ می‌کند و در هیئت مدیره بنیاد موزیلا و هیئت مدیره شرکت موزیلا حضور دارد. در سال ۲۰۰۵، تایم او را در فهرست سالانه ۱۰۰ فرد تأثیرگذار جهان قرار داد.

## تحصیل و اشتغال زودهنگام
بیکر در سال ۱۹۷۹ مدرک کارشناسی در مطالعات چینی در دانشگاه کالیفرنیا، برکلی دریافت کرد و به گواهی تمایز دست یافت. او در سال ۱۹۸۷ مدرک دکترای خود را از دانشکده حقوق بوالت هال، دانشگاه کالیفرنیا، برکلی دریافت کرد و در همان سال در وکلای ایالتی کالیفرنیا پذیرفته شد. از ژانویه ۱۹۹۰ تا اکتبر ۱۹۹۳، او به عنوان یک همکار مالکیت شرکتی و معنوی در Fenwick & West LLP، یک دفتر حقوقی که در ارائه خدمات حقوقی به شرکت‌های فناوری پیشرفته تخصص دارد، کار کرد. او سپس از نوامبر ۱۹۹۳ تا اکتبر ۱۹۹۴ برای سان میکروسیستمز به عنوان مشاور عمومی کار کرد.

## نت اسکیپ و موزیلا
در نوامبر ۱۹۹۴، بیکر به عنوان یکی از اولین کارمندان بخش حقوقی شرکت ارتباطات نت اسکیپ استخدام شد. با گزارش مستقیم به جیم بارکسدیل، مدیر عامل، او به‌طور مشترک بخش اولیه را راه اندازی کرد. او مسئول حفاظت از مالکیت معنوی و مسائل حقوقی مربوط به توسعه محصول بود و به مشاور عمومی گزارش می‌داد. او همچنین گروه فناوری دپارتمان حقوقی را ایجاد و مدیریت کرد. او از همان ابتدا با پروژه موزیلا درگیر بود و مجوز عمومی نت اسکیپ و مجوز عمومی موزیلا را نوشت. در فوریه ۱۹۹۹، بیکر مدیر کل بنیاد موزیلا شد، بخش نت اسکیپ که پروژه منبع باز موزیلا را هماهنگ می‌کرد. در سال ۲۰۰۱، او در طول یک دور اخراج در ای‌اوال، که در آن زمان والدین نت اسکیپ بود، اخراج شد. با وجود این، او به عنوان مدیر کل بنیاد موزیلا به صورت داوطلبانه به خدمت ادامه داد.

## بنیاد برنامه‌های کاربردی منبع باز
در نوامبر ۲۰۰۲، بیکر توسط بنیاد برنامه‌های کاربردی منبع باز استخدام شد و به هدایت روابط اجتماعی گروه کمک کرد و در هیئت مدیره بنیاد برنامه‌های کاربردی منبع باز جای گرفت.

## بنیاد موزیلا و شرکت موزیلا

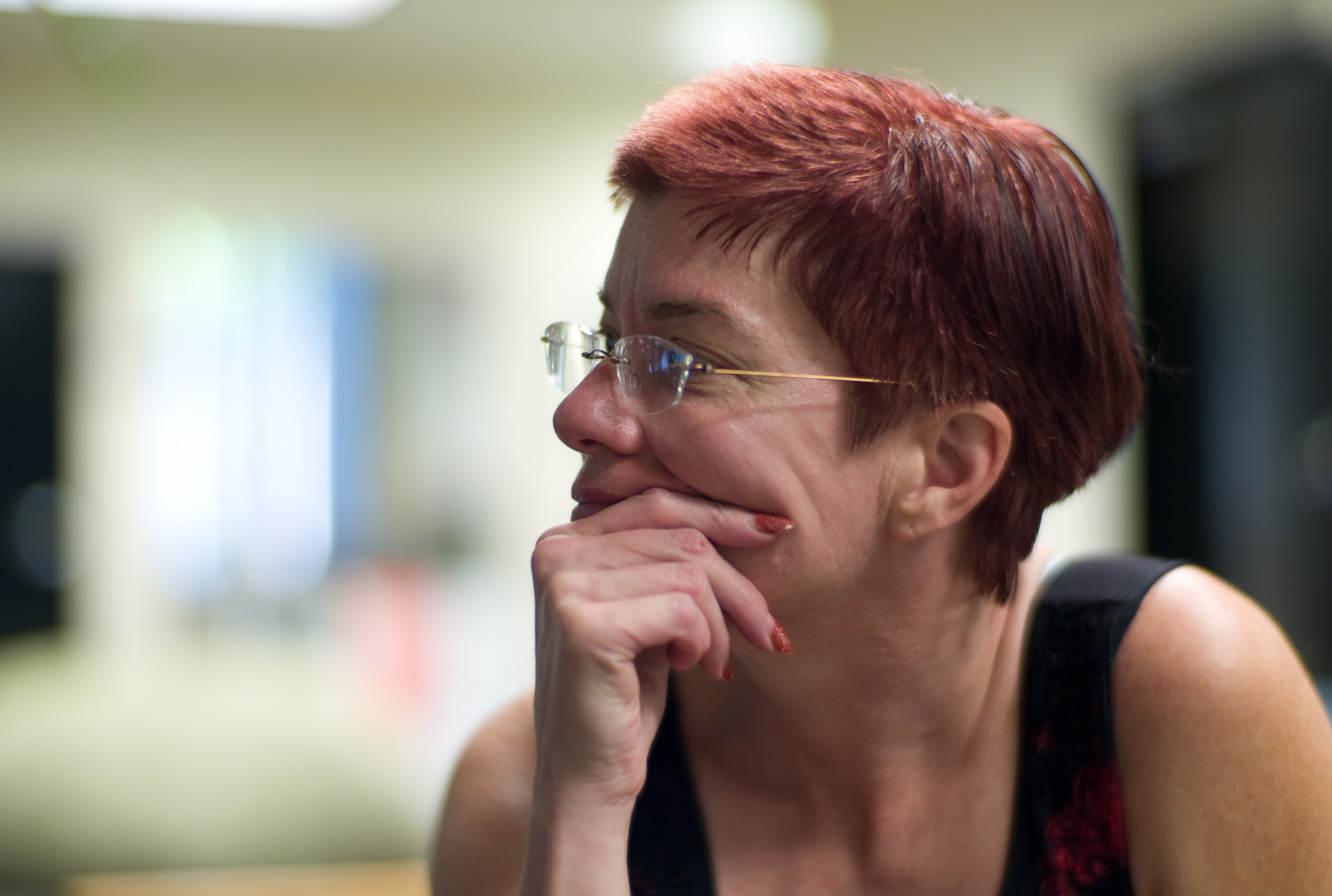
بیکر در سال ۲۰۰۸

بیکر در ایجاد بنیاد موزیلا، یک مؤسسه غیرانتفاعی مستقل که در ۱۵ ژوئیه ۲۰۰۳ راه اندازی شد، نقش مهمی داشت، زیرا ای‌اوال بخش مرورگر نت اسکیپ را تعطیل کرد و مشارکت خود را با پروژه موزیلا به شدت کاهش داد. بیکر رئیس بنیاد موزیلا شد و به عضویت هیئت مدیره پنج نفره منصوب شد.
هنگامی که شرکت موزیلا به عنوان یک شرکت تابعه مشمول مالیات بنیاد موزیلا در ۳ اوت ۲۰۰۵ راه اندازی شد، بیکر به عنوان مدیر عامل شرکت جدید انتخاب شد. علاوه بر این، او به هیئت مدیره شرکت موزیلا پیوست، اگرچه او همچنین صندلی خود را در هیئت مدیره بنیاد موزیلا و همچنین نقش خود را به عنوان رئیس حفظ کرد.
در ۸ ژانویه ۲۰۰۸، موزیلا اعلام کرد که بیکر، در حالی که نقش خود را به عنوان رئیس بنیاد موزیلا حفظ می‌کند، دیگر به عنوان مدیر عامل شرکت فعالیت نخواهد کرد و جان لیلی، مدیر عملیاتی موکو، این نقش را به عهده خواهد گرفت. دلایل ذکر شده برای این تغییر، رشد سریع موزیلا بود که ادامه ایفای نقش‌های مختلف را برای مدیران دشوار می‌کرد. در آوریل ۲۰۲۰ او دوباره به عنوان مدیر عامل شرکت موزیلا انتخاب شد.
در سال ۲۰۱۸ او در مجموع ۲٬۴۵۸٬۳۵۰ دلار غرامت از موزیلا دریافت کرد که نشان دهنده ۴۰۰٪ حقوق از سال ۲۰۰۸ است. در همین دوره، سهم بازار فایرفاکس ۸۵ درصد کاهش یافت. وقتی از او دربارهٔ حقوقش پرسیدند، گفت: «من فهمیدم که دستمزد من حدود ۸۰ درصد تخفیف برای بازار است. به این معنی که نقش‌های رقابتی در جاهای دیگر حدود ۵ برابر بیشتر پرداخت می‌کردند. این تخفیف بسیار بزرگی است که نمی‌توان از مردم و خانواده‌هایشان بخواهیم به آن متعهد شوند.»
تا سال ۲۰۲۰، حقوق او به بیش از ۳ میلیون دلار افزایش یافت. در همان سال، شرکت موزیلا تقریباً ۲۵۰ کارمند خود را به دلیل کاهش درآمد اخراج کرد. بیکر علت این امر را همه‌گیری ویروس کرونا دانست.

## جوایز و تقدیر
- میچل بیکر در سال ۲۰۰۵ در میان ۱۰۰ نفر برتر توسط تایم در بخش «دانشمندان و متفکران» فهرست شد.[۱۷]
- در سال ۲۰۰۹، بیکر جایزه رهبری موسسه آنیتا بورگ زنان چشم‌انداز را دریافت کرد.[۱۸][۱۹]
- در سال ۲۰۱۲، بیکر توسط انجمن اینترنت به تالار مشاهیر اینترنت معرفی شد.[۲۰]

## زندگی شخصی
شوهر بیکر کیسی دان است و او یک پسر دارد.